# Сергеев, Пётр Александрович
Пётр Александрович Сергеев (1 января 1908 — 19 декабря 1969) — советский гребец и тренер по академической гребле, многократный чемпион СССР (1945—1948). Заслуженный мастер спорта СССР (1955). Заслуженный тренер СССР (1956).

## Биография
Родился 1 января 1908 года в деревне Починок Рыбинского уезда Ярославской губернии. Жил в Москве, где занимался академической греблей в ВФСО «Динамо». Наиболее значимых результатов добивался в 1945–1948 годах, когда 5 раз становился чемпионом СССР в различных дисциплинах. 
Окончил ГЦОЛИФК имени И. В. Сталина. В 1950-х и 1960-х годах занимался тренерской деятельностью в спортивных обществах «Химик», «Труд» и «Спартак». Среди подготовленных им гребцов призёры Олимпийских игр Игорь Булдаков и Виктор Иванов, многократные чемпионки Европы Валентина Терехова, Валентина Тимофеева, Надежда Туберозова (Шкункова), Нина Шаманова, а также его дочь Элла Бывшева (Сергеева).
Умер 19 декабря 1969 года в Москве. Похоронен на Ваганьковском кладбище.